# Sonija Kwok Sin-Nei
Sonija Kwok Sin-Nei (Hongkong, 22 juli 1974) (jiaxiang: Hongkong) is een acteur die de Britse nationaliteit heeft. Haar vader is half Chinees en half Brits. Kwok werkt heden voor de televisiemaatschappij TVB. Ze groeide op in Vancouver, Canada, nadat haar gezin daarnaartoe migreerde. Na haar studie aan de Simon Fraser University werd ze stewardess bij Cathay Pacific. Daarna deed ze mee aan de miss Hongkongverkiezingen van 1999. Ze kreeg daarbij de prijzen: Miss Photogenic, Miss Intelligence, Miss International Goodwill en winnares 1999. Een jaar daarop deed mee aan de Miss Chinese International. Ze kreeg toen de prijzen: winnares 2000, Miss Internet Popularity en de prijs Miss Vegas Gorgeous. Bij de Miss Universe van 2000 kon ze niet in de top tien komen.

## Tv-series
- D.I.E. (2008)
- On the first beat (2007)
- The conquest (2006)
- Au revoir Shanghai (2006, gästroll)
- Vagabond vigilante (2006)
- Land of wealth (2006)
- Lethal weapons of love and passion (2006)
- Warring States Battling Heroes (2005)
- The Last Breakthrough (2004)
- Hidden Treasures (2004)
- Angels of Mission (2004)
- Perish in the name of love (2003)
- The Legend of Love (2002)
- Love and Again (2002)
- Family Man (2002)
- Fight for Love (2002)
- Where the Legend Begins (2002)
- A Step into the Past (2001)
- Law Enforcers (2000)

## Filmografie
- Unbearable Heights (2003)